# كنيسة سان رومان

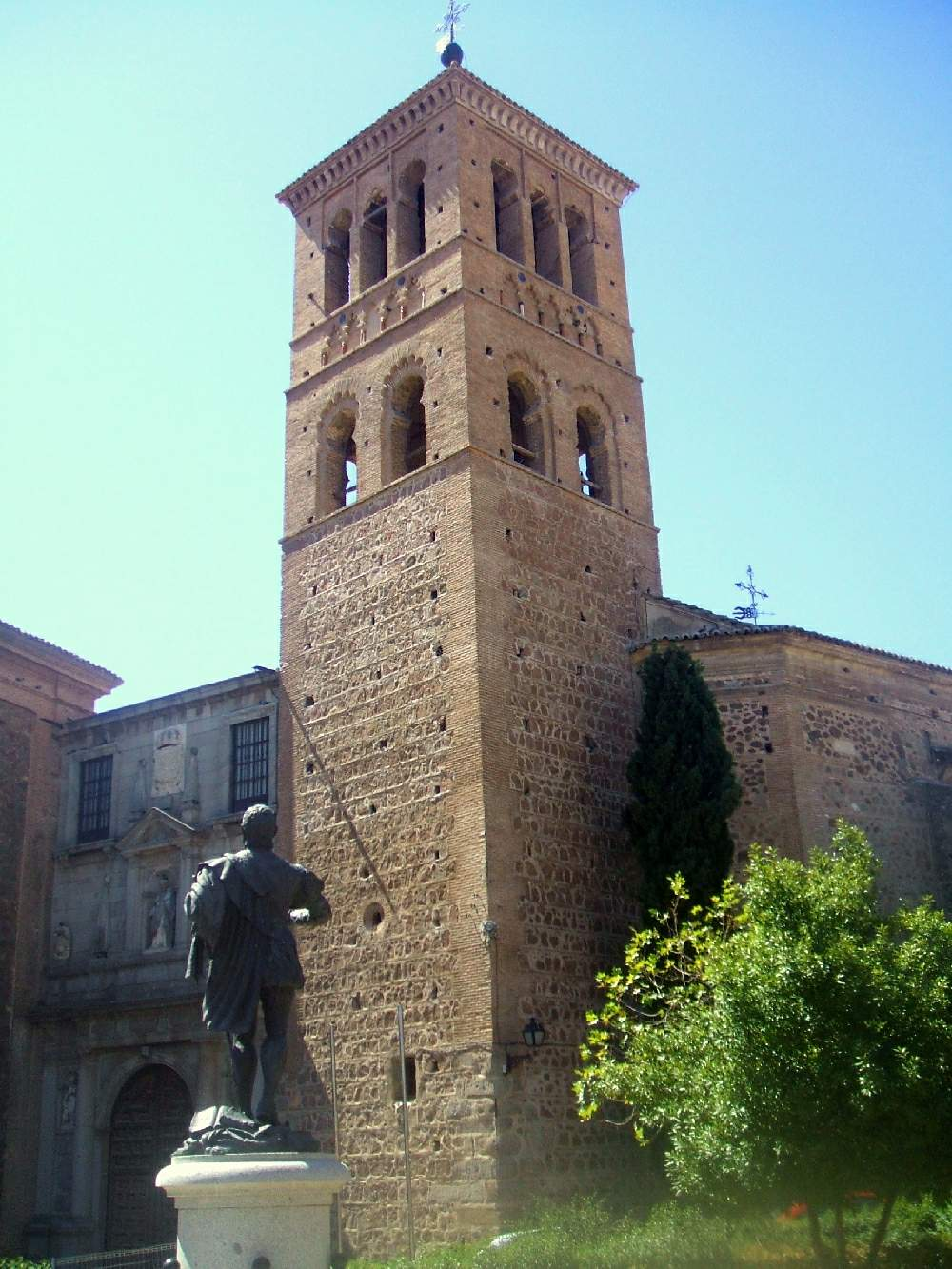
كنيسة سان رومان

كنيسة سان رومان (بالإسبانية: Iglesia de San Román) تقع في طليطلة وهي من أقدم معالم المدينة. المتأكد منه أنها ترجع على الأقل إلى العهد القوطي، كما تدل على ذلك الأعمدة الست التي تم إعادة استخدامها في تجديد البناء لاحقاً. من المحتمل أن الكنيسة بنيت على أنقاض معبد روماني قديم، على كل حال ليس بالإمكان معرفة بالتحديد عهد بنائها. بعد الفتح الإسلامي للمدينة سنة 711 م حوِّل إلى مسجد. وبعد الاسترداد المسيحي لطليطلة سنة 1085 على يد ملك قشتالة وليونة ألفونسو السادس، حولت من جديد إلى كنيسة، وتم إعادة بنائها كليتاً في القرن الثالث عشر وإلحاق المنارة القديمة للمسجد بها. المنارة ذاتها التي أعلن منها حسب الأسطورة ألفونسو الثامن ملكاً على قشتالة وهو لا يزال طفلا في حادي عشر من عمره.
المعلم في حد ذاته ملخص للمدينة لما يحمله من تداخلِ في أشكال الفن المعماري والتشكيلي، الكل في تناسق فريد بين الطابعين الرومي والأموي، من خلال الرسوم الحائطية الدينية المسيحية بين الأقواس الحدوية (على شكل حدوة الفرس، التي تعد من أهم خصوصيات الطابع المعماري الأندلسي ذات الأصل القوطي) والمشربيات المحاطة بالنقوش الإسلامية النباتية الشكل. من الخارج البناء يطبع عليه الفن المعماري المدجن الذي تعد طليطلة موطنه الأصلي. المبنى يحوي حالياً متحف الثقافة القوطية، حيث تعرض قطع عدة قطع فنية مختلفة لتلك الفترة، من بينها منسوخات لكنز غورزار Guarrazar الشهير.

## معرض صور

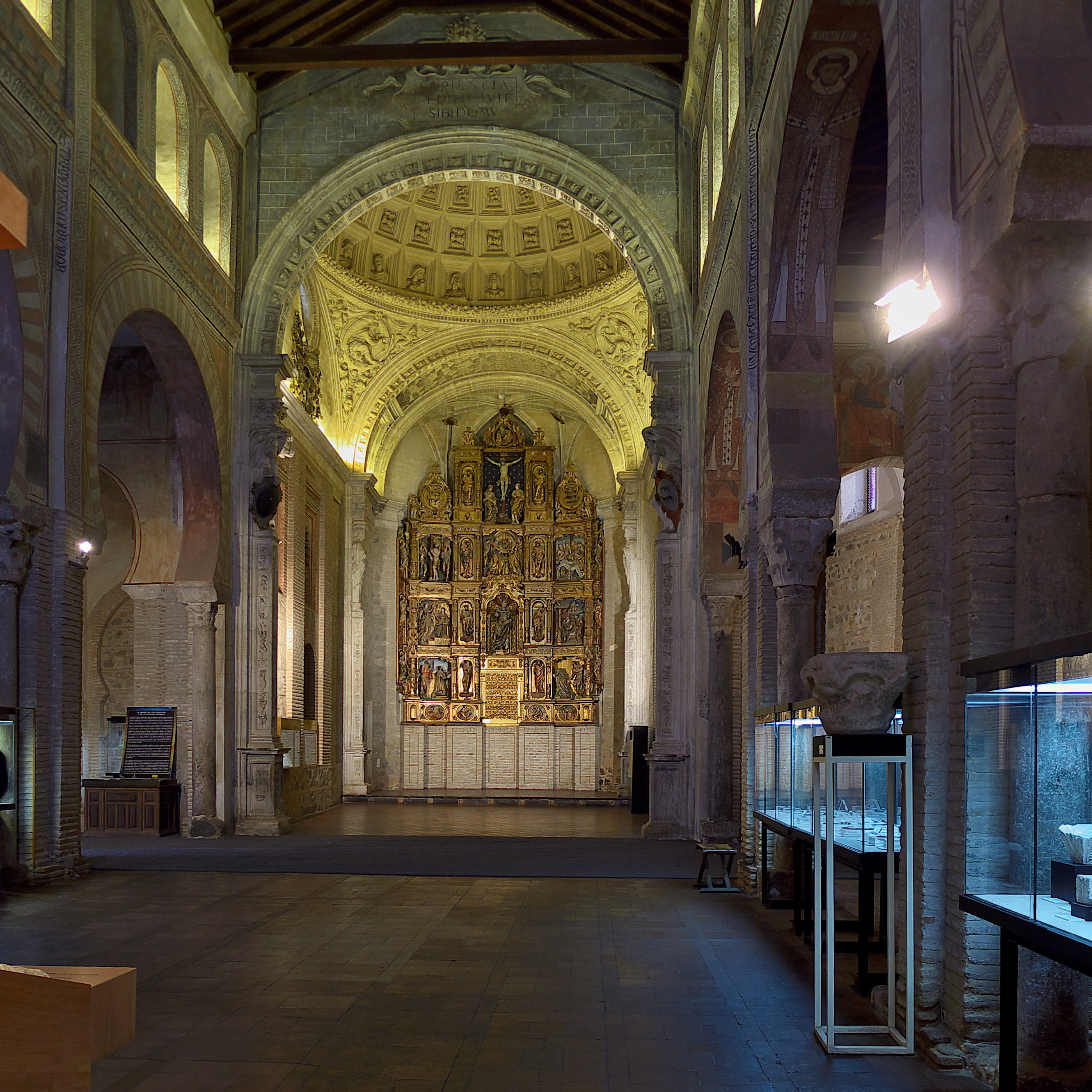
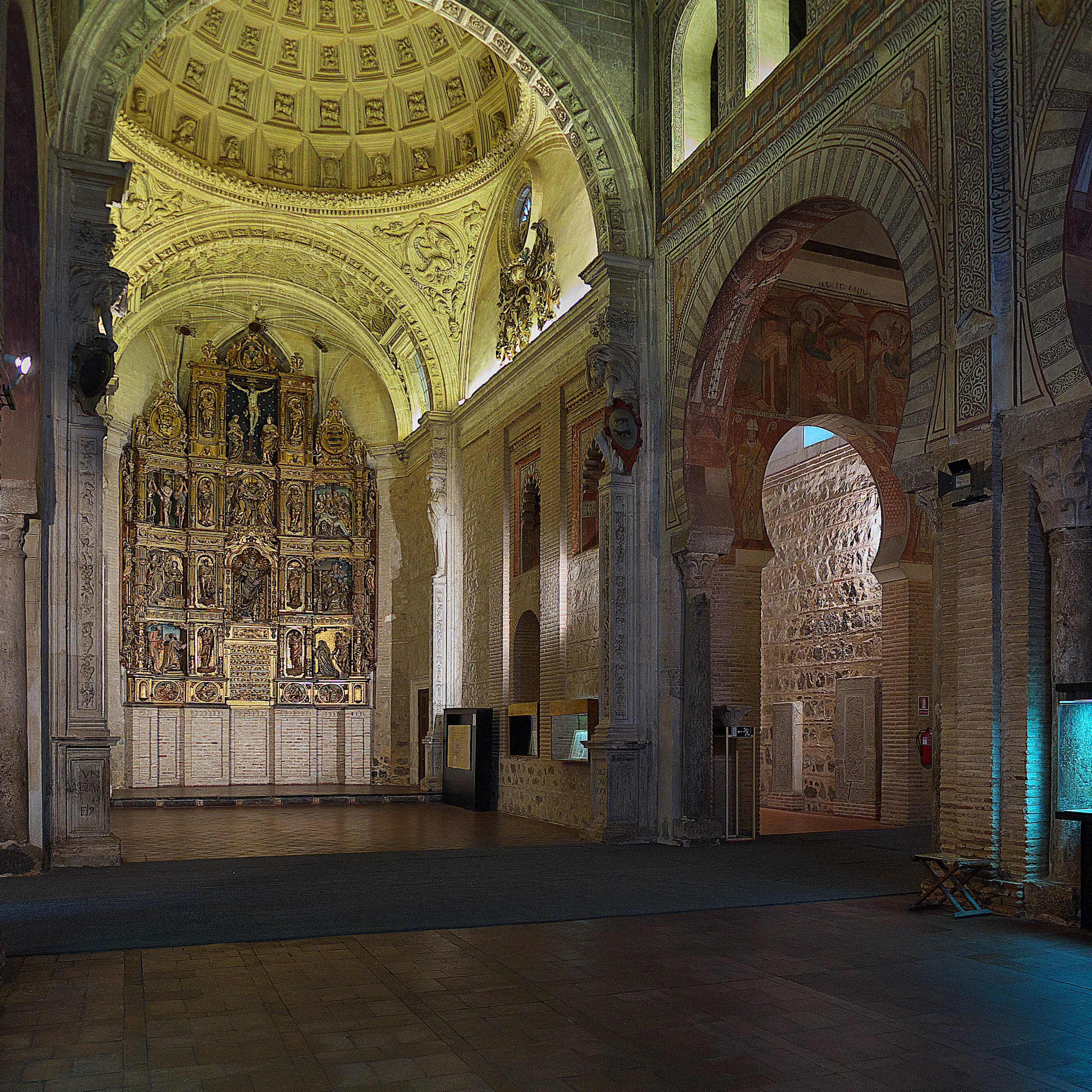
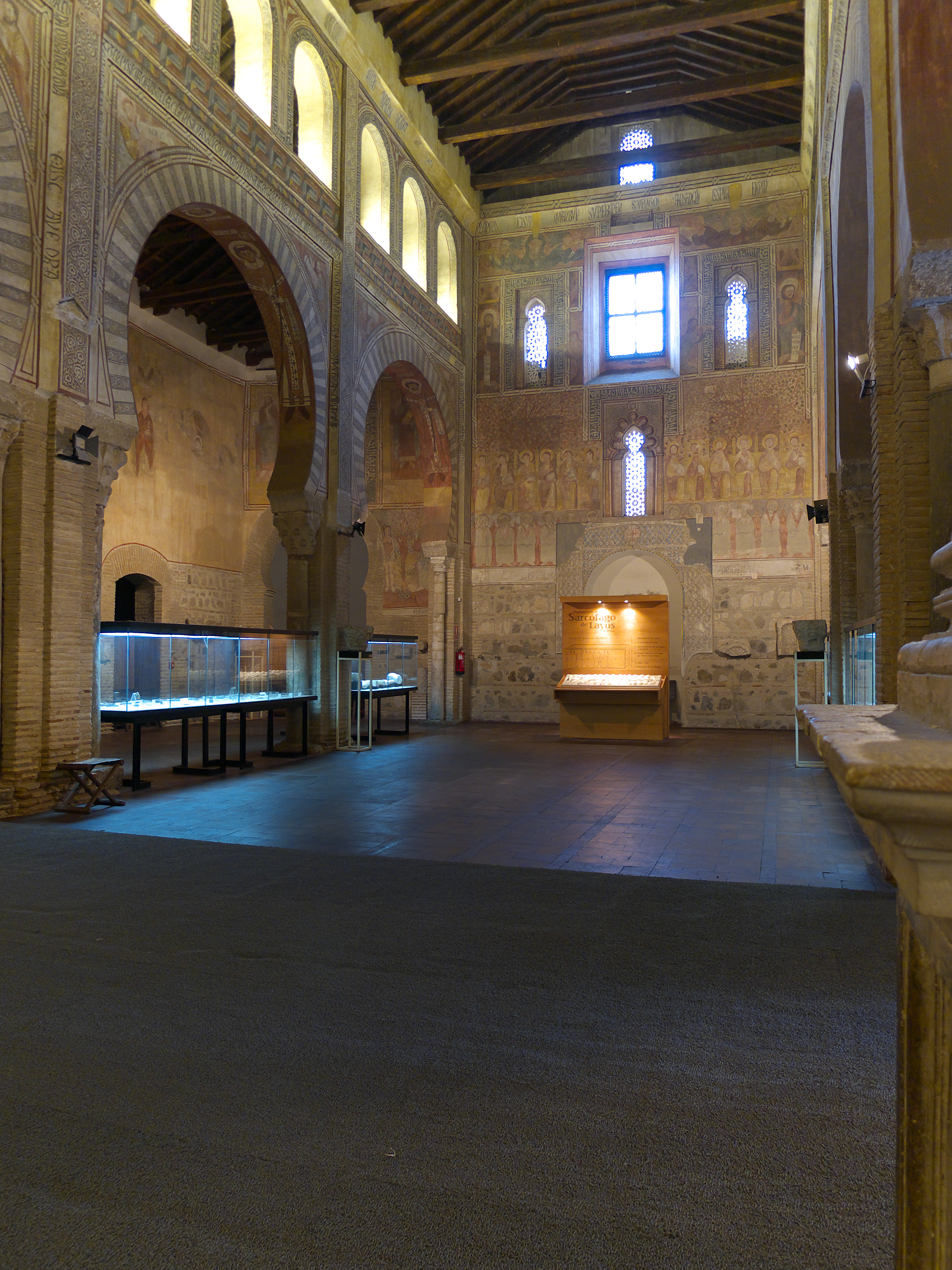
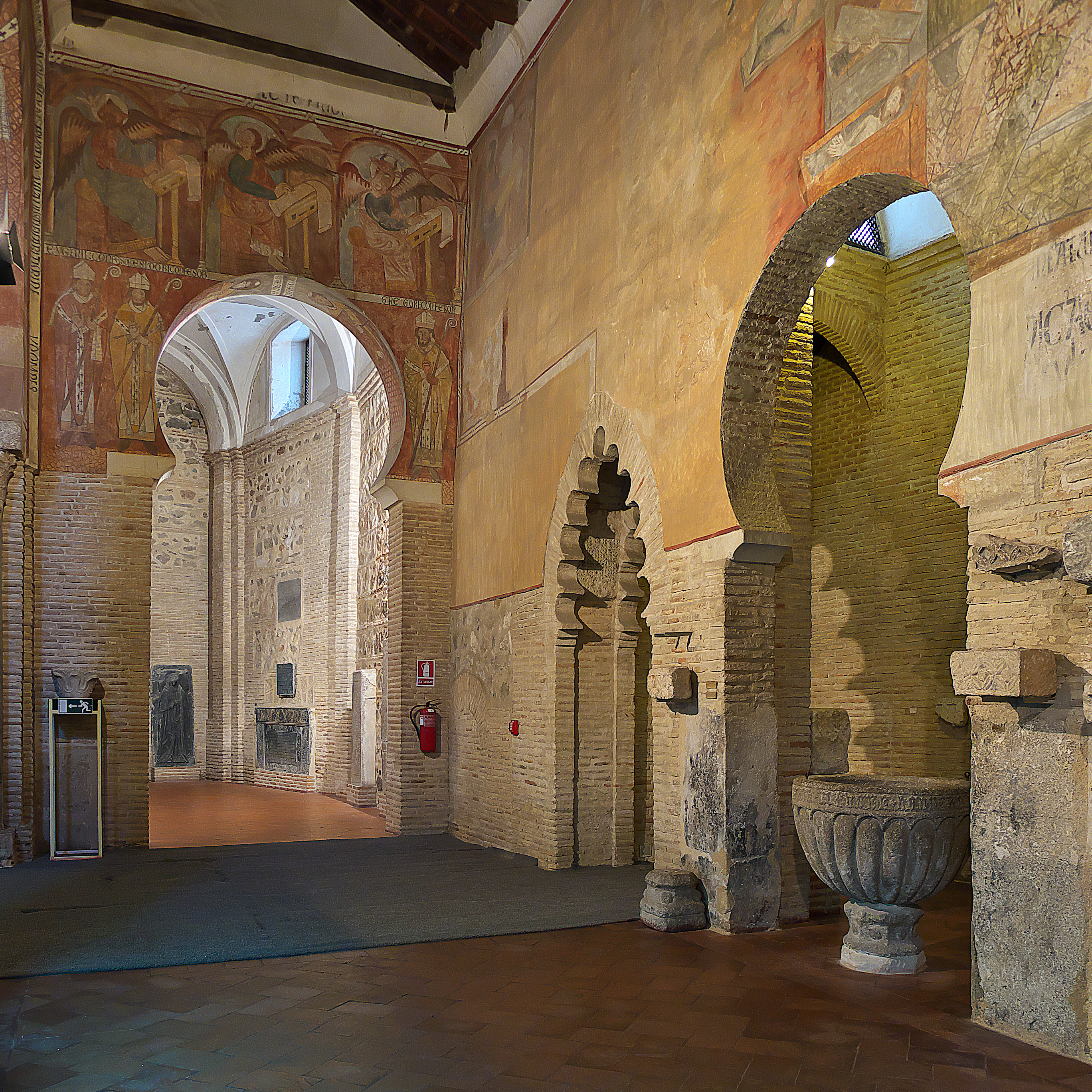

## وصلات خارجية
- موقع إقليم قشتالة ولامنشا لسياحة بالإسبانية